# 인천지방국세청
인천지방국세청(仁川地方國稅廳, Incheon Regional Tax Office)은 인천광역시와 경기도 서북부 지역의 내국세 부과·감면 및 징수에 관한 사무를 관장하는 대한민국 국세청의 소속기관이다. 2019년 4월 3일 발족하였으며, 인천광역시 남동구 남동대로 763에 위치하고 있다. 청장은 고위공무원단 나등급에 속하는 일반직공무원으로 보한다.

## 연혁
- 1993년 3월 1일: 중부지방국세청으로부터 인천·북인천·남인천·부천·김포·안양·광명·안산·수원·동수원·평택·성남세무서를 이관받아 국세청 소속으로 경인지방국세청 설치.[2]
- 1994년 8월 10일: 서인천·남동·동안양세무서 설치.[3]
- 1999년 9월 1일: 경인지방국세청을 폐지하고 소속기관을 중부지방국세청으로 이관.[4][5]
- 2019년 4월 3일: 인천·북인천·서인천·남인천·김포·부천·의정부·포천·고양·동고양·파주·광명세무서를 이관받아 국세청 소속으로 인천지방국세청을 설치.[6][7]
- 2020년 4월 : 연수세무서 설치
- 2021년 4월 : 남부천세무서 설치[8]

## 관할구역
- 인천광역시
- 경기도 김포시·부천시·의정부시·포천시·고양시·파주시·광명시
- 강원특별자치도 철원군

## 조직

### 청장
- 운영지원과[9]
- 감사관실[9]
- 납세자보호담당관실[9]

성실납세지원국
- 개인납세제1과[9]
- 개인납세제2과[11]
- 법인납세과[9]
- 전산관리팀[11][12]

징세송무국
- 징세과[9]
- 송무과[9]
- 체납자재산추적과[9]

조사제1국
- 조사관리과[9]
- 조사제1과[9]
- 조사제2과[9]
- 조사제3과[9]

조사제2국
- 조사관리과[9]
- 조사제1과[9]
- 조사제2과[9]

### 소속기관
세무서
세무서장은 서기관 또는 기술서기관으로 보한다.
| 사진 | 명칭         | 등급 | 소재                                        | 관할구역                                                                                             |
| ---- | ------------ | ---- | ------------------------------------------- | --- |
|      | 인천세무서   | 1    | 인천광역시 동구 우각로 75                   | 인천광역시 중구, 동구, 미추홀구, 옹진군                                                              |
|      | 계양세무서   | 1    | 인천광역시 계양구 효서로 244                | 인천광역시 계양구                                                                                    |
|      | 서인천세무서 | 1    | 인천광역시 서구 서곶로369번길 17            | 인천광역시 서구                                                                                      |
|      | 남동세무서   | 1    | 인천광역시 남동구 인하로 548                | 인천광역시 남동구                                                                                    |
|      | 연수세무서   | 1    | 인천광역시 연수구 인천타워대로323           | 인천광역시 연수구                                                                                    |
|      | 김포세무서   | 1    | 경기도 김포시 김포한강1로 22                | 인천광역시 강화군 및 경기도 김포시                                                                   |
|      | 부천세무서   | 1    | 경기도 부천시 계남로 227                    | 경기도 부천시 고강동, 내동, 대장동, 도당동, 삼정동, 상동, 약대동, 여월동, 오정동, 원종동, 작동, 중동 |
|      | 부평세무서   | 1    | 인천광역시 부평구 부평대로 147              | 인천광역시 부평구                                                                                    |
|      | 남부천세무서 | 1    | 경기도 부천시 경인옛로 115                  | 경기도 부천시 부천동 일부(원미, 역곡, 춘의), 심곡동, 대산동, 소사본동, 범안동                        |
|      | 의정부세무서 | 1    | 경기도 의정부시 의정로 77                   | 경기도 의정부시, 양주시                                                                              |
|      | 포천세무서   | 1    | 경기도 포천시 소흘읍 송우로 75              | 경기도 포천시, 동두천시, 연천군 및 강원특별자도 철원군                                               |
|      | 고양세무서   | 1    | 경기도 고양시 일산동구 중앙로1275번길 14-43 | 경기도 고양시 일산동구·일산서구                                                                      |
|      | 동고양세무서 | 1    | 경기도 고양시 덕양구 화중로104번길 16       | 경기도 고양시 덕양구                                                                                 |
|      | 파주세무서   | 1    | 경기도 파주시 금릉역로 62                   | 경기도 파주시                                                                                        |
|      | 광명세무서   | 1    | 경기도 광명시 철산로 3-12                   | 경기도 광명시                                                                                        |

지서
지서장은 행정사무관 또는 세무주사로 보한다. 다만, 동두천지서장은 「행정기관의 조직과 정원에 관한 통칙」 제27조제3항에 따라 이체하여 운영하는 서기관 또는 행정사무관으로 보할 수 있다.
| 세무서명   | 명칭       | 소재                       | 관할구역        |
| ---------- | ---------- | -------------------------- | --------------- |
| 포천세무서 | 동두천지서 | 경기도 동두천시 중앙로 136 | 경기도 동두천시 |

민원실
| 세무서명     | 명칭           | 소재                                                           | 관할구역                 |
| ------------ | -------------- | -------------------------------------------------------------- | ------------------------ |
| 인천세무서   | 영종도민원실   | 인천 중구 신도시남로142번길 17                                 | 인천광역시 옹진군        |
| 김포세무서   | 강화민원실     | 인천광역시 강화군 강화읍 강화대로 394                          | 인천광역시 강화군        |
| 의정부세무서 | 양주민원실     | 경기도 양주시 부흥로 1533                                      | 경기도 양주시 지역       |
| 포천세무서   | 포천시청민원실 | 경기도 포천시 중앙로 87                                        | 경기도 포천시일부        |
| 포천세무서   | 철원민원실     | 강원특별자치도 철원군 갈말읍 신철원리 649 철원군청 내 별관 1층 | 강원특별자도 철원군 지역 |
| 포천세무서   | 연천민원실     | 경기도 연천군 전곡읍 은전로 45                                 | 경기도 연천군 지역       |